# Північна Атлантика

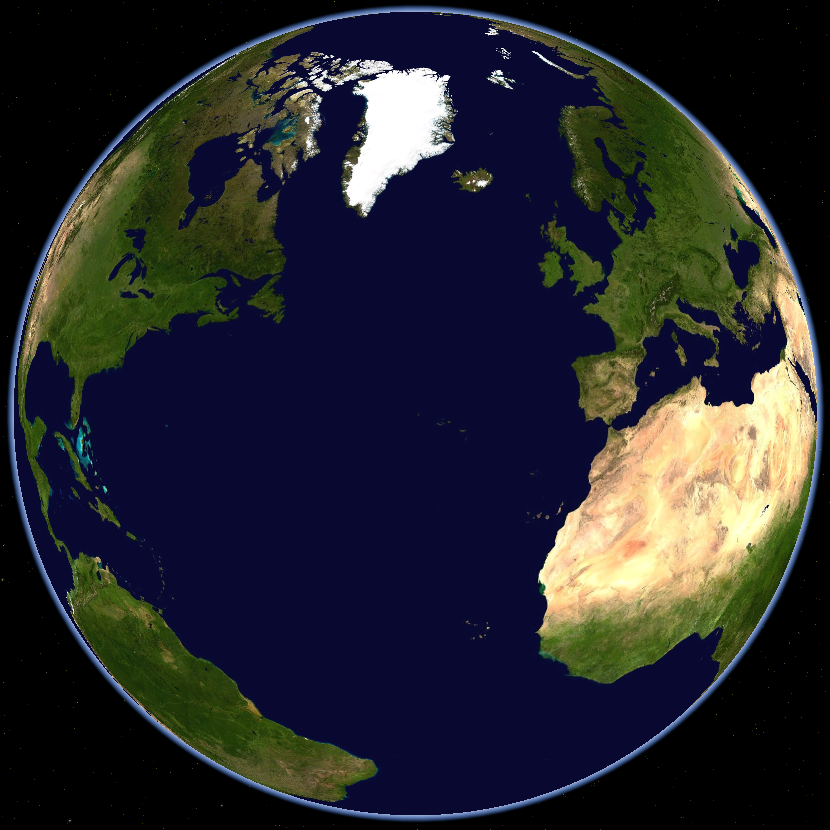
Північна Атлантика

Північна Атлантика — стійка назва для північної частини Атлантичного океану. 
Розташовується між континентами Північна Америка та Євразія приблизно до паралелі 20' північної широти. На півночі обмежена по меридіану східних островів архіпелагу Шпіцберген. Ширина Північної Атлантики коливається від 3 500 до 6 400 км. До басейну Північної Атлантики відносять Середземне море та умовно Чорне, Азовське та Каспійське моря. 
У тектонічному плані Північна Атлантика представлена підводною окраїною материків, океанським ложем та серединно-океанічним хребтом. Нафтогазоносність пов'язана з першою геотектурою океанського дна. 
Води Північної Атлантики є основним постачальником тепла в Північний Льодовитий океан через теплу Північно-Атлантичну течію. 
Північна Атлантика — один з найактивніших для судноплавства та рибальства районів Світового океану. 
Серед держав Північної Атлантики сформований військовий блок НАТО.